# Isola Bella
Ne doit pas être confondu avec Isolabella.
Isola Bella est une des Îles Borromées, sur le lac Majeur dans le nord de l'Italie. Située dans le golfe Borromée, à 400 m environ au large de la ville de Stresa, elle mesure 320 m de longueur sur 180 m de largeur. Isola Bella, dont le nom vient de celui de la comtesse Isabelle Borromée (Isabella Borromeo), est entièrement occupée par le palais Borromeo et ses jardins.

## Histoire
Isola Bella était connue sous le nom d’isola inferiore ou isola di sotto (île inférieure ou île du bas) jusqu’en 1632. On y trouvait alors un petit village de pêcheurs. Cette année-là, le comte Charles III Borromée (Carlo III Borromeo) commença la construction d’un palais en l’honneur de sa femme Isabella d’Adda. Les travaux, interrompus par une épidémie de peste, furent achevés par les fils de Charles vers 1652 et les jardins en terrasses ne furent inaugurés qu’en 1671. Au cours des siècles suivants, la famille Borromeo en fit un centre mondain de première importance.
L’un des principaux événements historiques qui se déroulèrent à Isola Bella, outre le passage de Napoléon Bonaparte en août 1797, fut la rencontre entre Benito Mussolini, Pierre Laval et Ramsay MacDonald du 11 au 14 avril 1935 lors de la conférence de Stresa, dont les discussions eurent lieu dans le palais Borromée.

## Palais Borromée
Le palais Borromée est un château baroque, datant principalement du XVIIe siècle. Il recèle des salles ornées de peintures murales et de tableaux de maîtres, des caves décorées de galets et des jardins fleuris, organisés sous une forme pyramidale en dix terrasses successives (37 m de hauteur).
Le palais est ouvert aux visites.

## Tourisme
Isola Bella est aujourd’hui un centre touristique, accessible par ferry à partir des villes environnantes. Le palais est le siège du Festival de musique de Stresa.

## Galerie

### Isola Bella

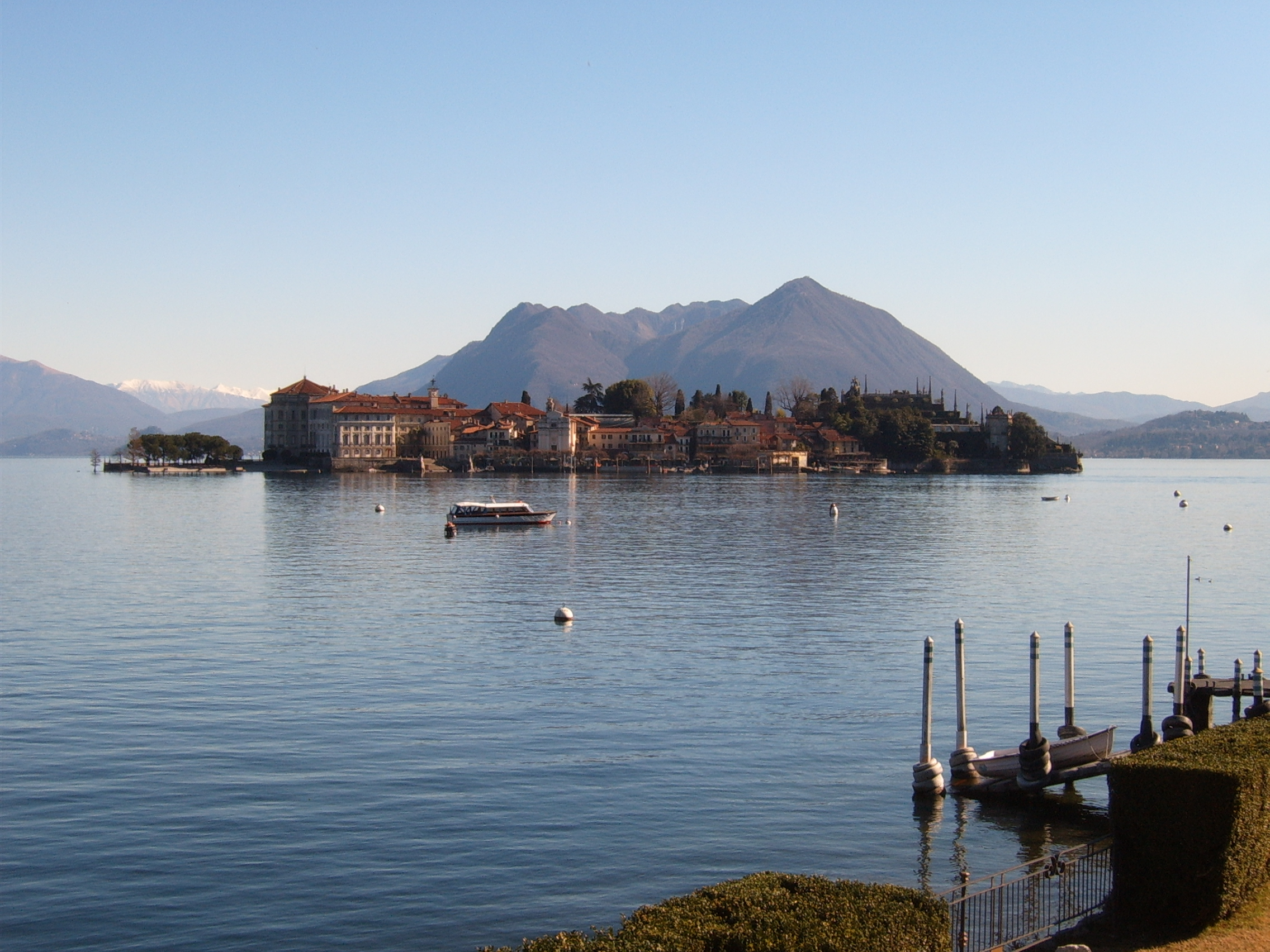
Isola Bella.
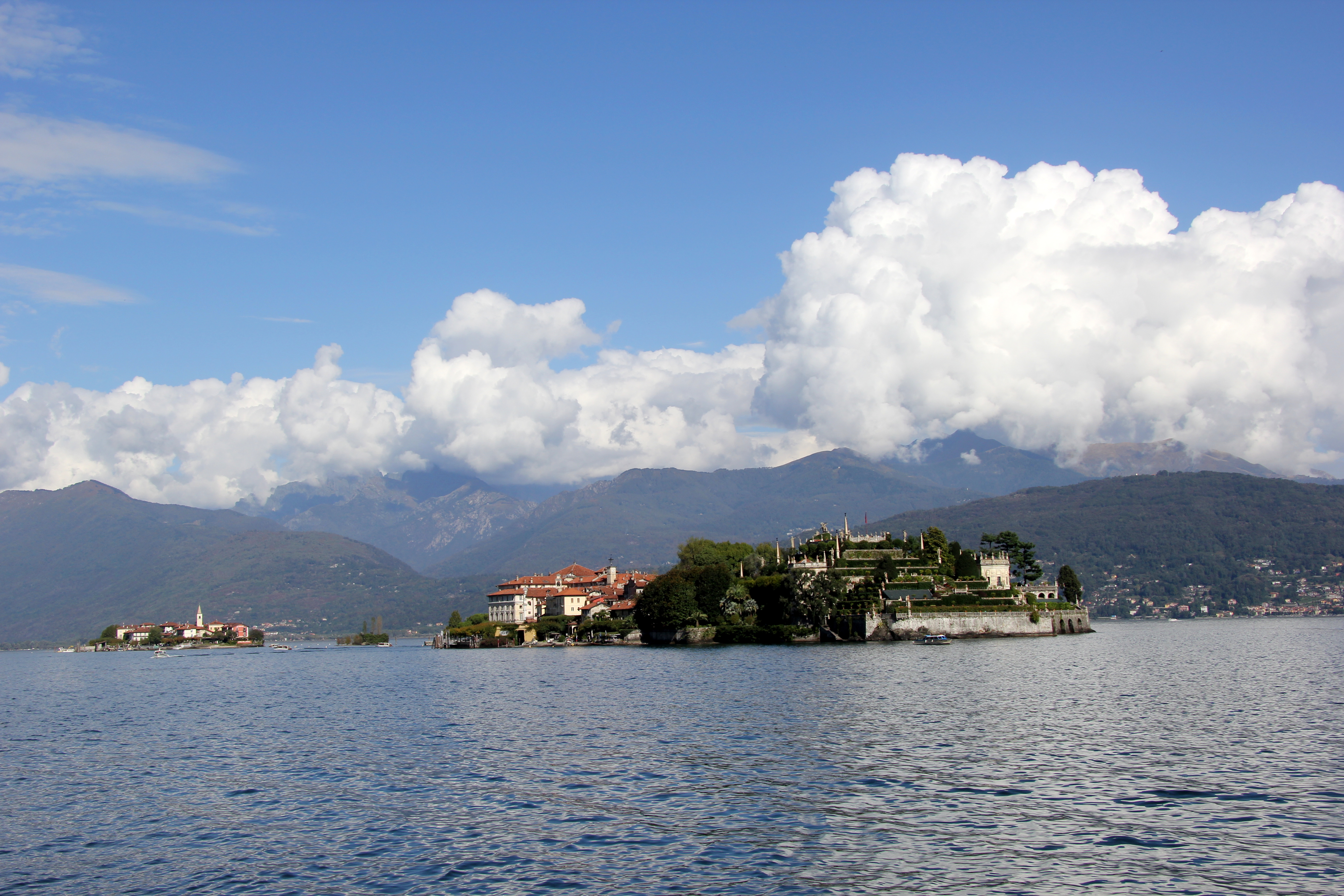
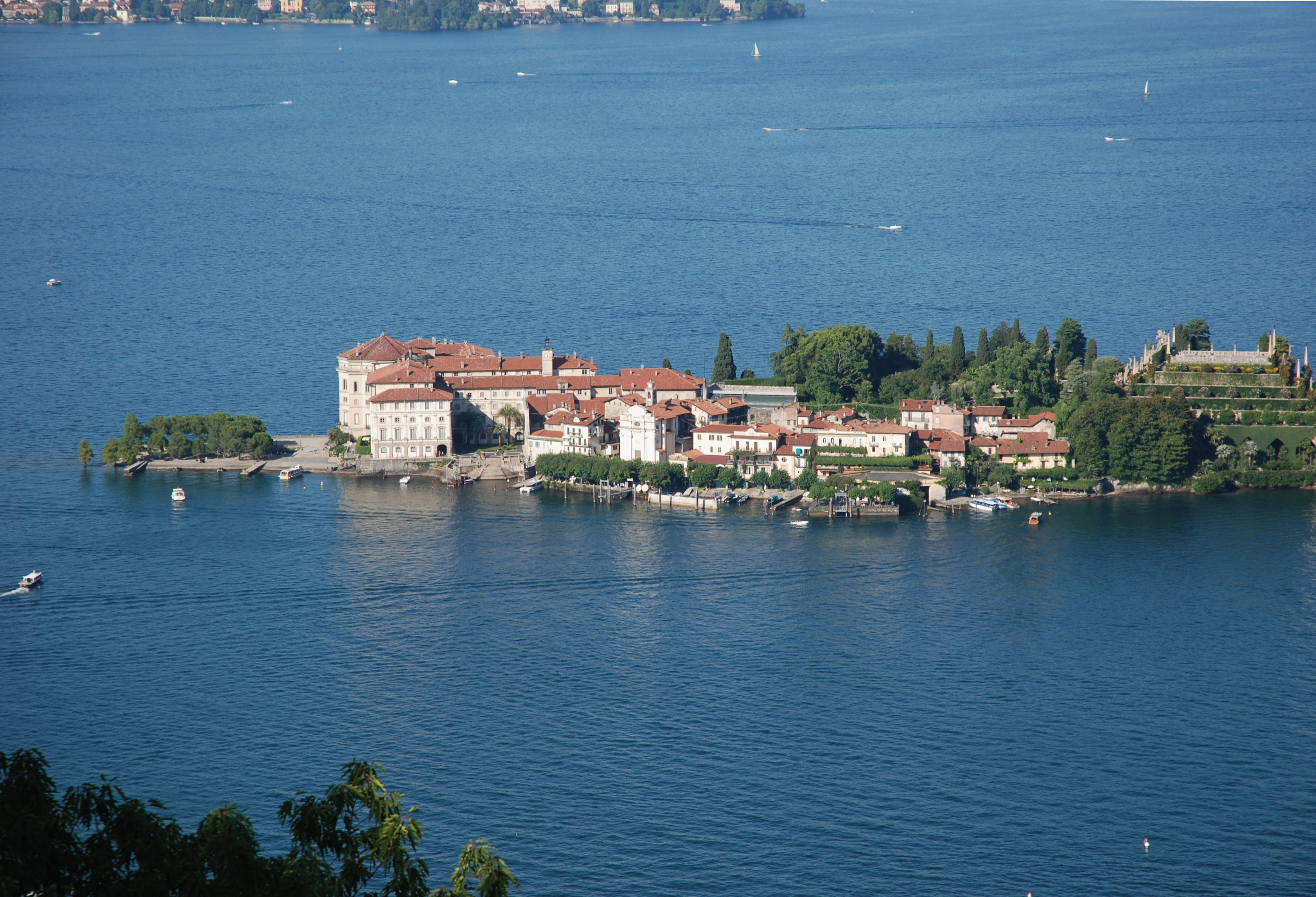
Isola Bella, 1837.
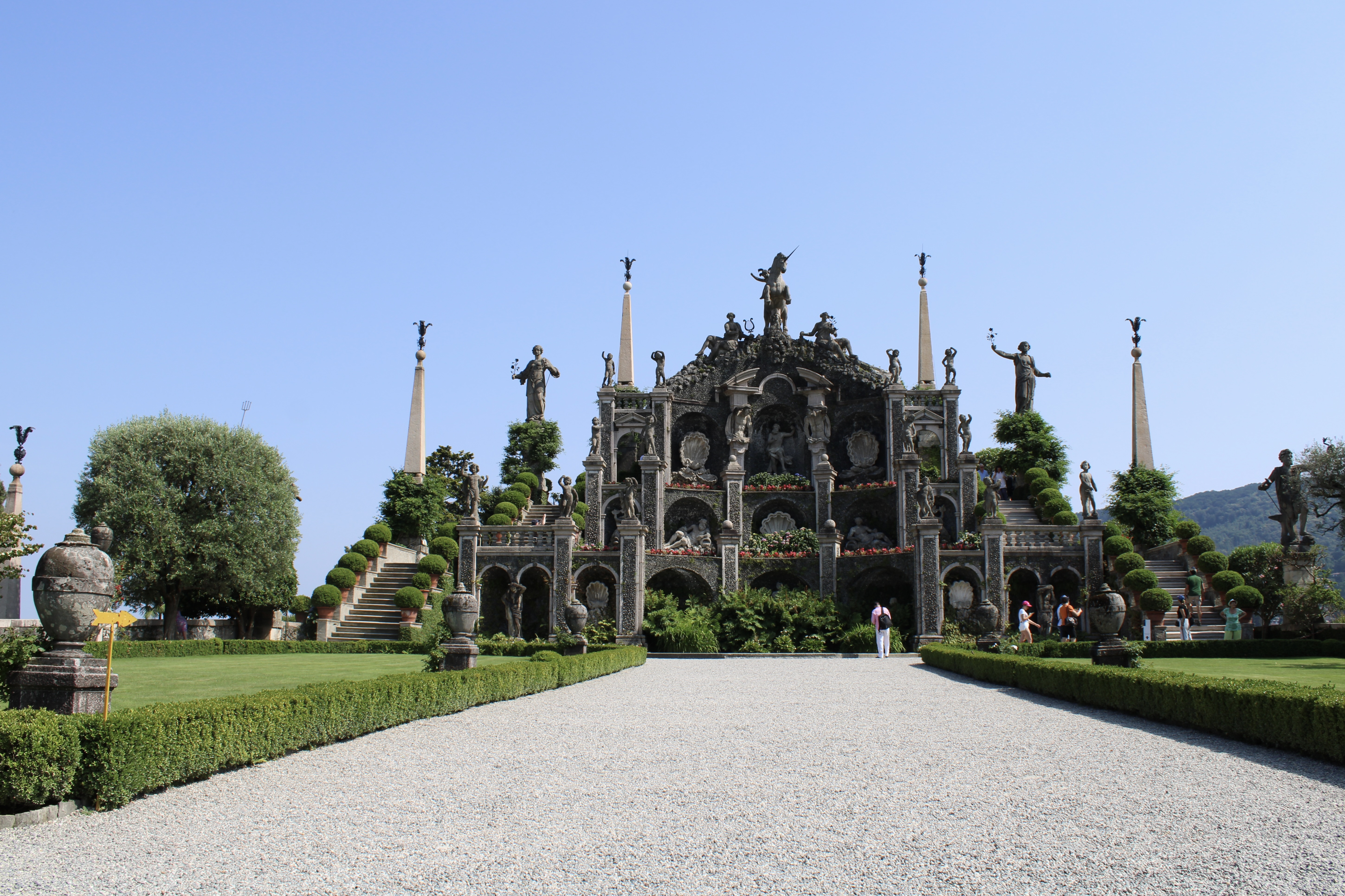
L'amphithéâtre baroque du palais Borromée.
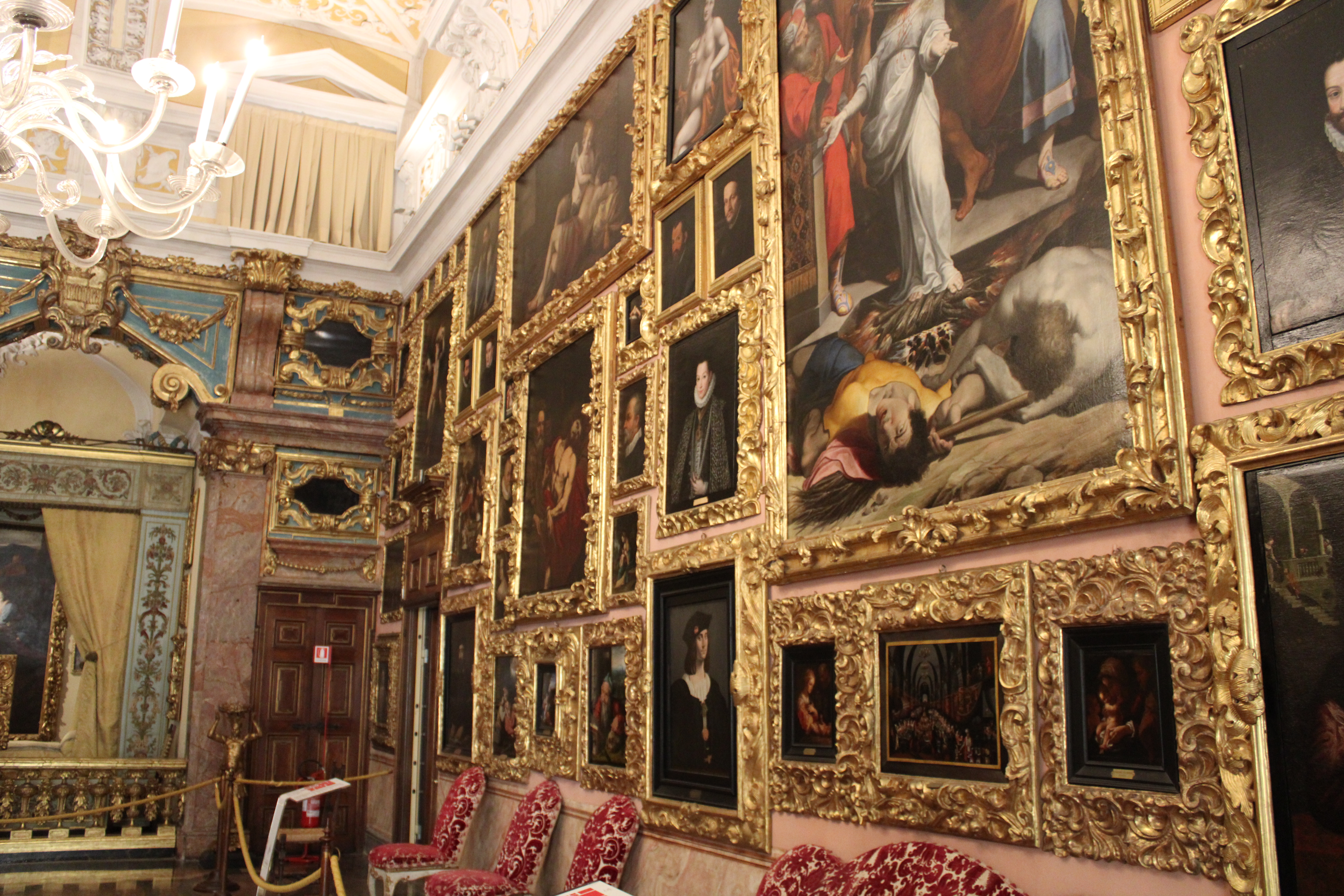
L'intérieur du palais Borromée.
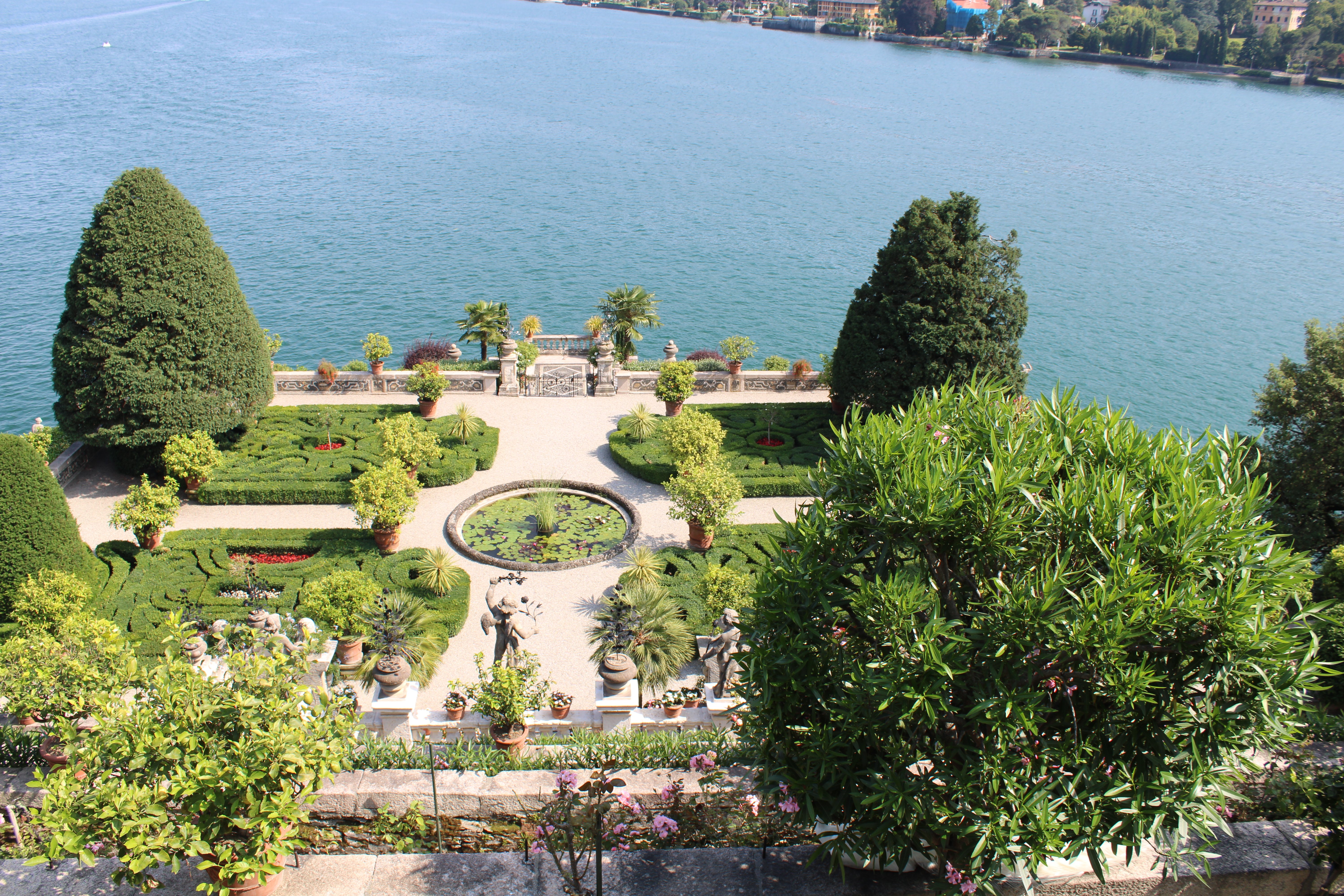
Le jardin du palais Borromée.
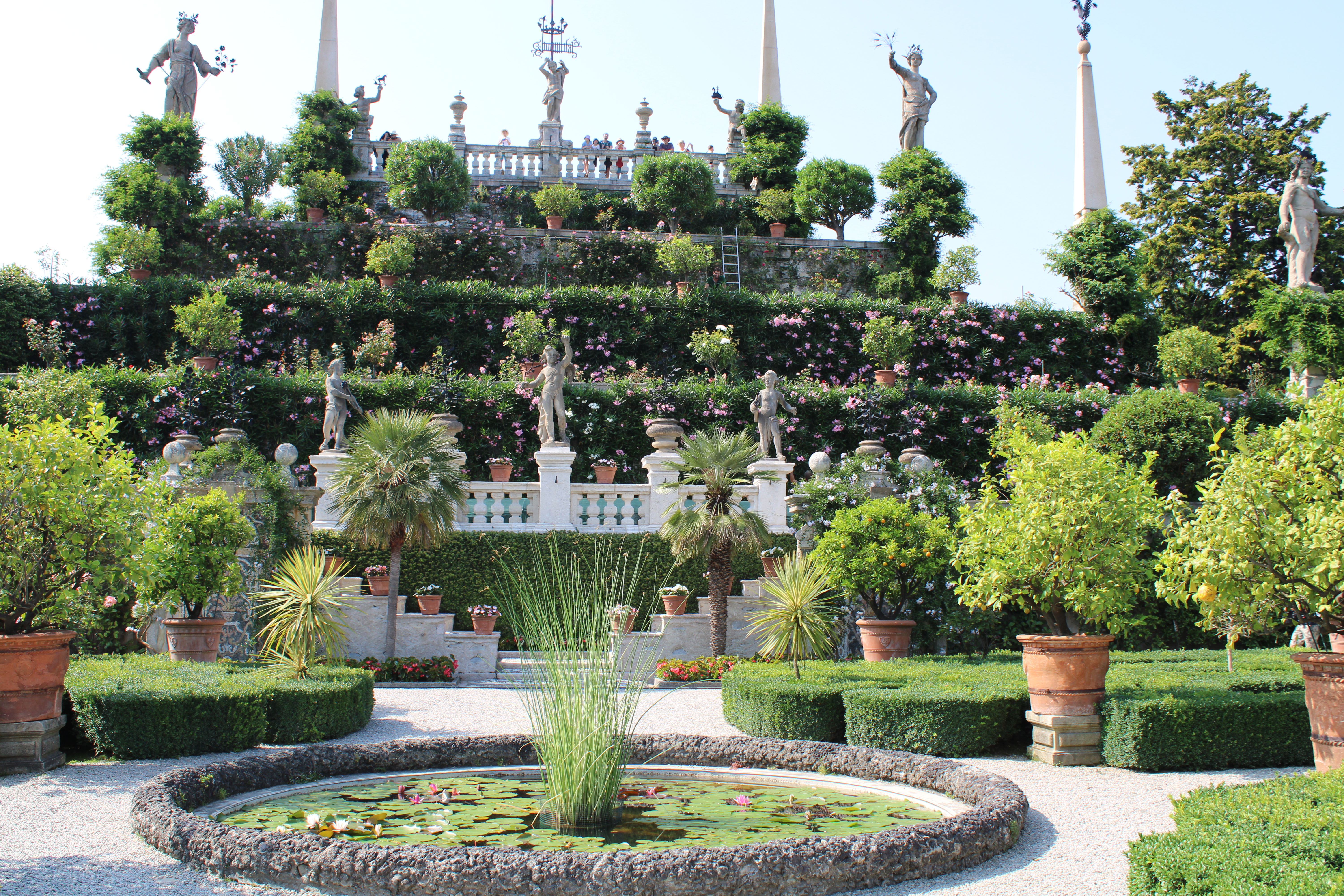
Le jardin du palais Borromée.
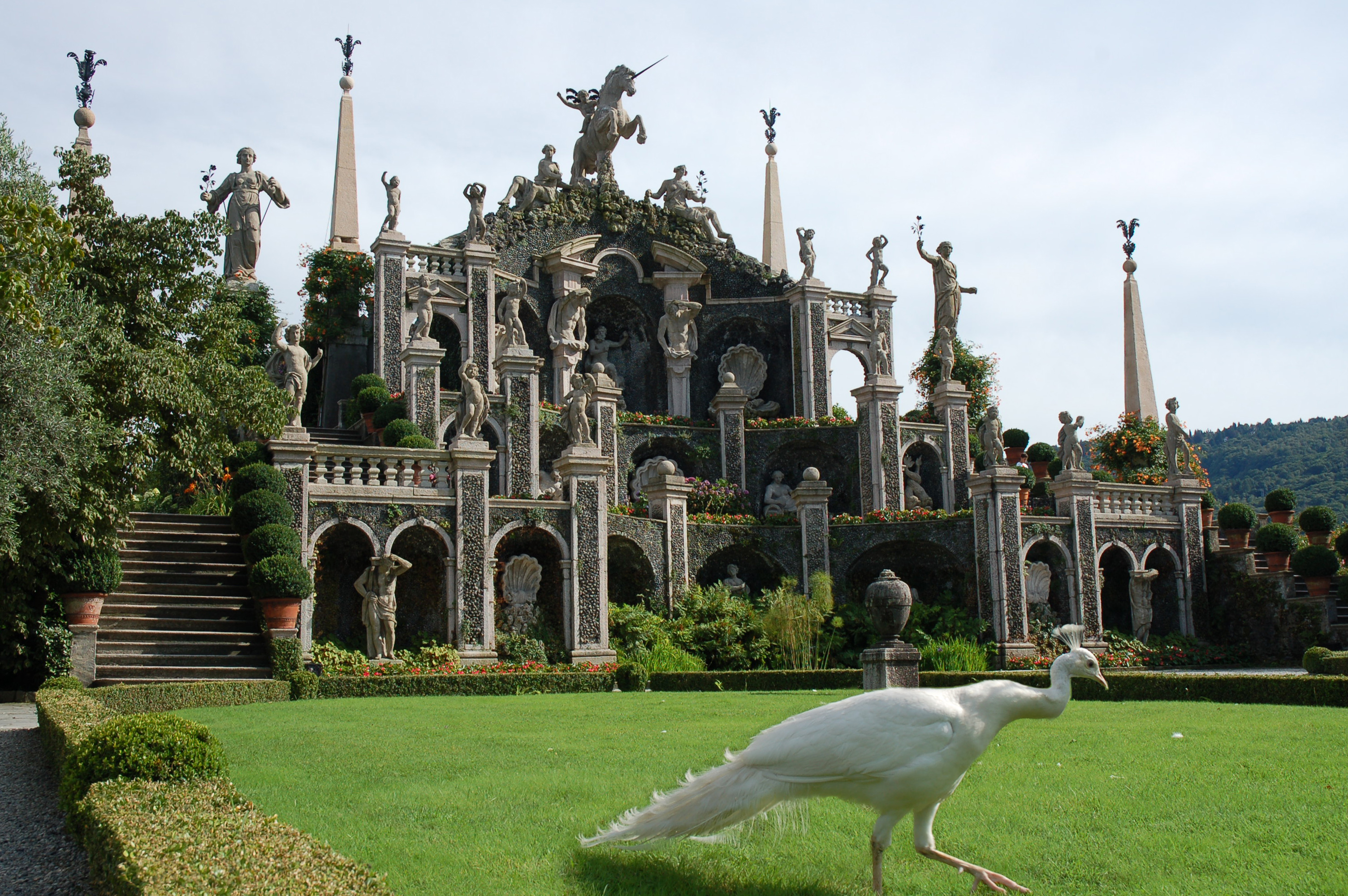
Belvédère du jardin d'Isola Bella.
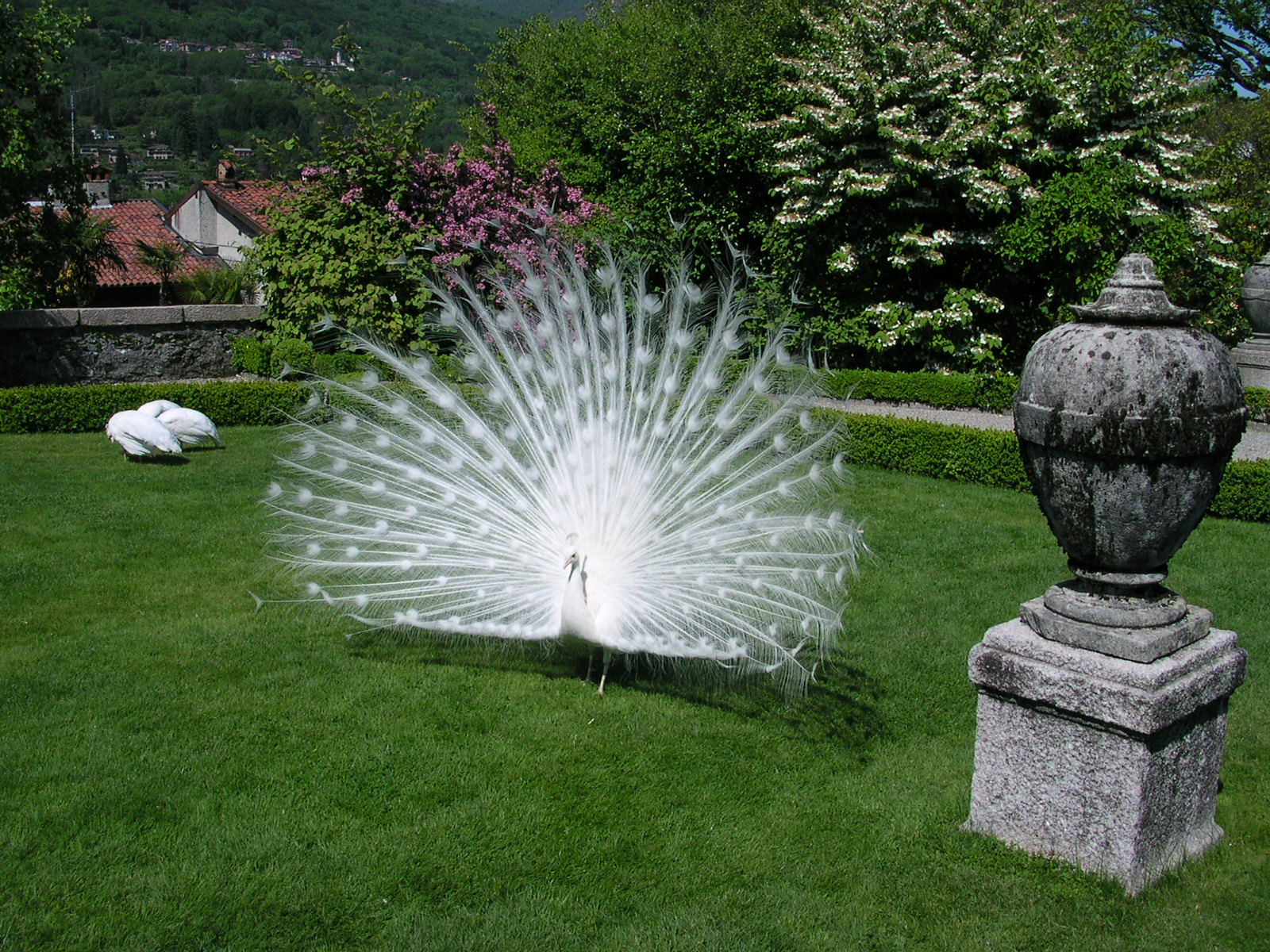
Paon blanc (Isola Bella).